# Roussines (Charente)
Pour les articles homonymes, voir Roussines.
Roussines (Rossinas en occitan) est une commune du Sud-Ouest de la France, située dans le département de la Charente (région Nouvelle-Aquitaine).
Ses habitants sont les Roussinois et les Roussinoises.

## Géographie

### Localisation et accès
Roussines est une commune du département de la Charente, ou Charente limousine. Elle est à la fois limitrophe des départements de la Dordogne au sud-est et de la Haute-Vienne à l'est.
Elle est sur la rive droite de la Tardoire, qui fait la limite de départements.
Elle est située à l'extrémité sud-est du canton de Montembœuf dont elle est à 8 km du chef-lieu. Elle est aussi à 11 km au nord-est de Montbron, 37 km à l'est d'Angoulême, 33 km au sud de Confolens, 51 km à l'ouest de Limoges, 11 km à l'ouest de Saint-Mathieu.
À l'écart des grands axes routiers, elle est traversée par de petites routes départementales. La D 50 passe au bourg, va au nord-ouest vers Le Lindois et Montembœuf, et au sud-est vers la Dordogne (D 699 et Busserolles). La D 163 dessert aussi le bourg, et va de Montbron à Chabanais par Massignac et Sauvagnac. La D 398 rejoint la D 27 qui fait la limite nord de la commune, toute de Montembœuf à Sauvagnac et Les Salles-Lavauguyon.

### Hameaux et lieux-dits
La commune comprend de nombreaux gros hameaux parfois presque aussi importants que le bourg : Lavallade, Magnanon, la Madrinie, le Montizon, le Boin, Écossas, et de nombreux autres hameaux et fermes.

### Communes limitrophes
Roussines est limitrophe de six autres communes dont une dans le département de la Dordogne et une autre dans celui de la Haute-Vienne.
Les communes limitrophes sont Écuras, Le Lindois, Rouzède, Sauvagnac, Busserolles et Maisonnais-sur-Tardoire.
|         | Le Lindois             | Sauvagnac                              |
| Rouzède | Roussines              | Maisonnais-sur-Tardoire (Haute-Vienne) |
| Écuras  | Busserolles (Dordogne) |                                        |

### Géologie et relief
Comme toute la partie nord-est du département de la Charente qu'on appelle la Charente limousine, la commune appartient géologiquement à la partie occidentale du Massif central, composée de roches cristallines et métamorphiques, relique de la chaîne hercynienne.
La commune est principalement occupée par le massif granitique de Saint-Mathieu, ainsi que par du gneiss sur la partie sud,,.
L'altitude moyenne est de 220 m, et les dénivelés sont assez importants, entre le point le plus bas, 147 m, situé sur la Tardoire à sa sortie de la commune au sud, et le point culminant, 281 m, situé au nord à la limite du Lindois. Le bourg est à 238 m d'altitude.

### Hydrographie

#### Réseau hydrographique
La commune est située dans le bassin versant de la Charente au sein du Bassin Adour-Garonne. Elle est drainée par la Tardoire, le ruisseau de Montizon, le ruisseau de Logeat, le ruisseau de la Peyre, le ruisseau de Suchés et par divers petits cours d'eau, qui constituent un réseau hydrographique de 14 km de longueur totale,.
La commune est bordée au sud-est par la Tardoire, bassin de la Charente, qui fait la limite départementale, et qui coule du nord-est au sud-ouest. Le Suchés, affluent à l'est, prolonge vers le nord cette limite avec la Haute-Vienne.
D'autres ruisseaux affluents de la Tardoire traversent la commune du nord au sud : le ruisseau de Logeat, qui passe à l'est et que rejoint le ruisseau de la Peyre, limite avec Sauvagnac ; et à l'ouest du bourg le ruisseau de Montizon qui descend du Lindois et des étangs de la Grole en limite avec cette commune et de Montizon.
Le sol imperméable est propice à de nombreuses petites retenues d'eau et étangs, disséminés dans la commune.

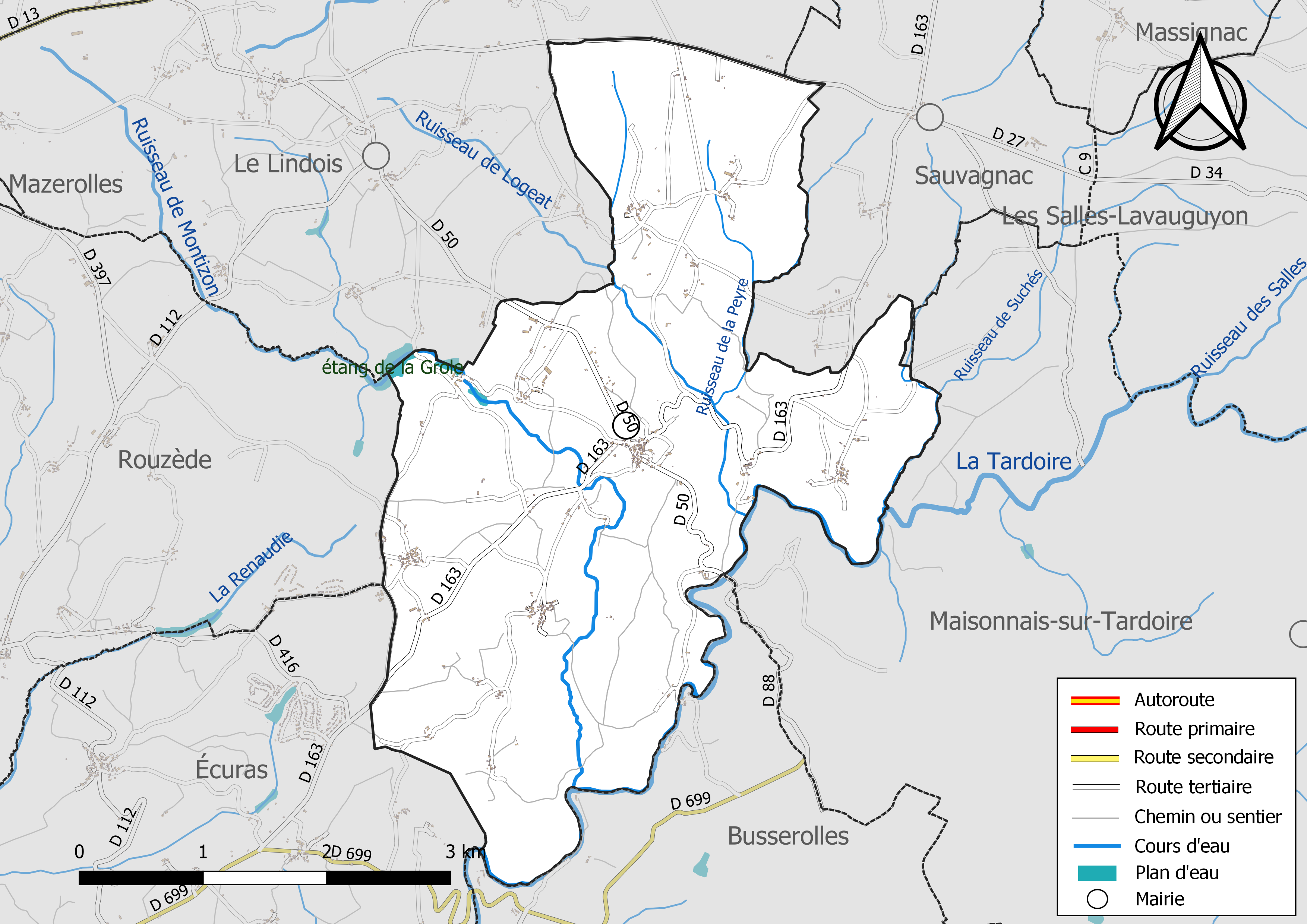
Réseaux hydrographique et routier de Roussines.
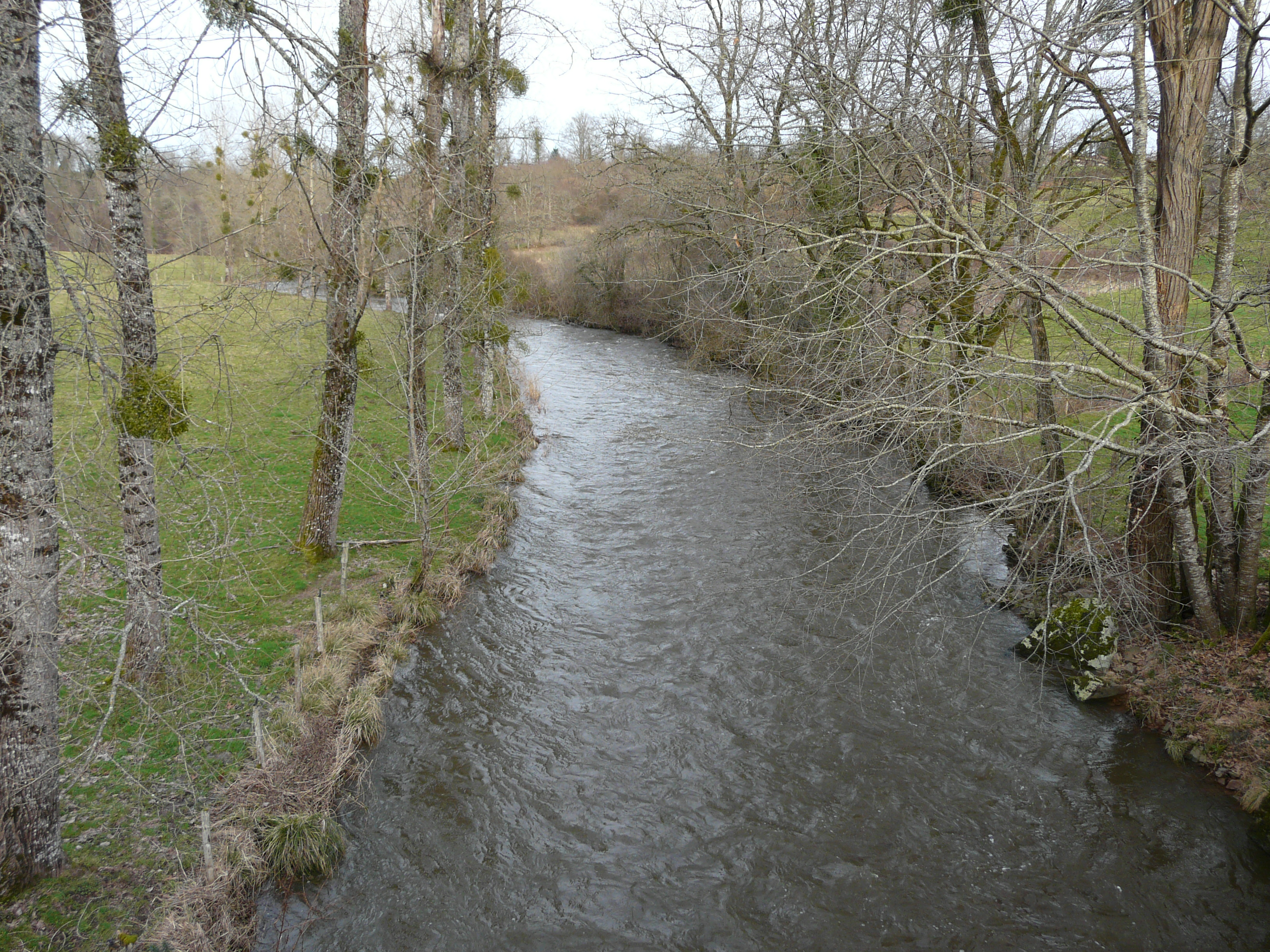
La Tardoire au pont des RD 50 et 88 en limite de Roussines et Maisonnais-sur-Tardoire (amont).
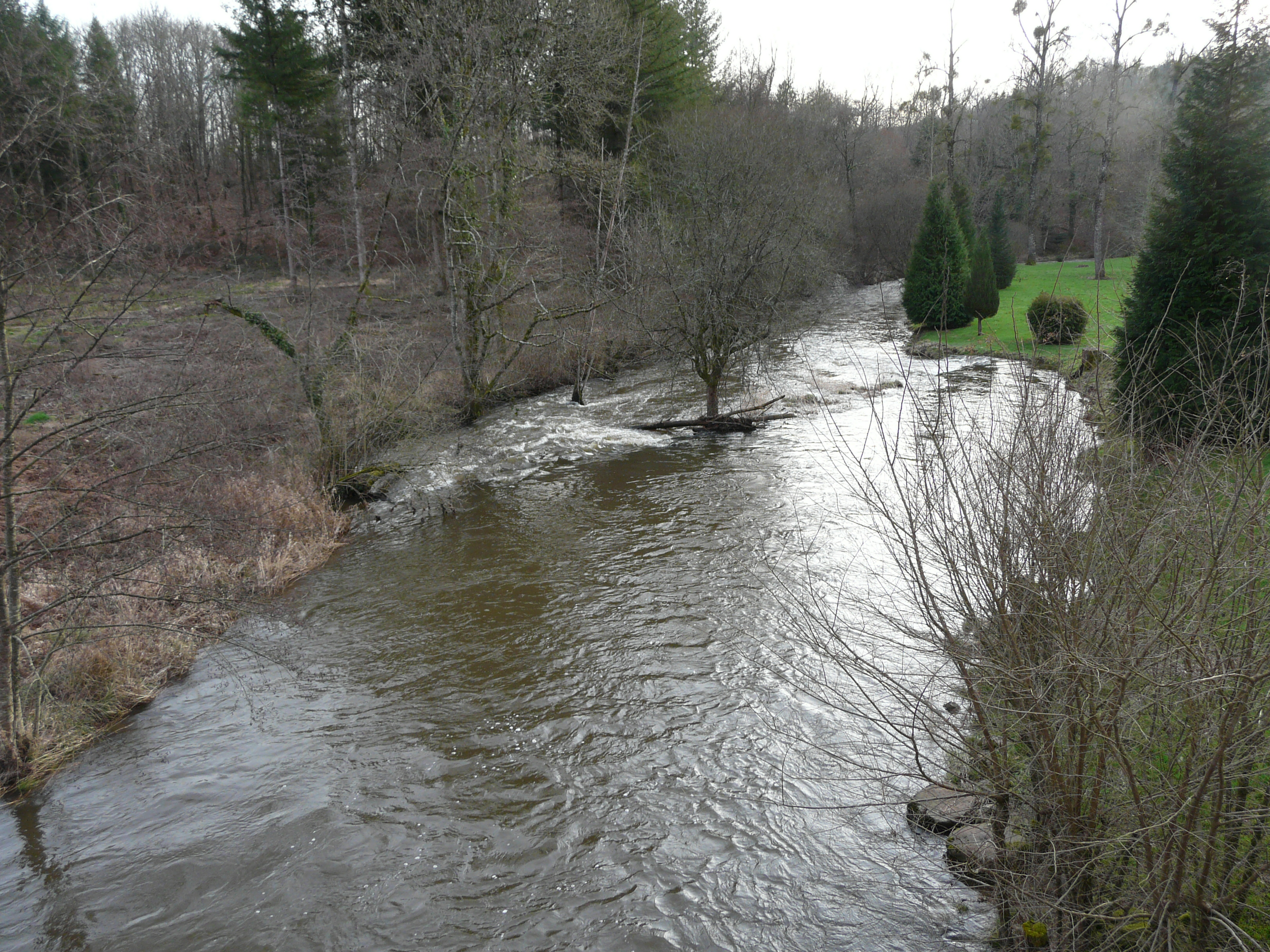
La Tardoire au pont des RD 50 et 88 en limite de Busserolles et Roussines (aval).

#### Gestion des eaux
Le territoire communal est couvert par le schéma d'aménagement et de gestion des eaux (SAGE) « Charente ». Ce document de planification, dont le territoire correspond au bassin de la Charente, d'une superficie de 9 300 km2, a été approuvé le 19 novembre 2019. La structure porteuse de l'élaboration et de la mise en œuvre est l'établissement public territorial de bassin Charente. Il définit sur son territoire les objectifs généraux d’utilisation, de mise en valeur et de protection quantitative et qualitative des ressources en eau superficielle et souterraine, en respect des objectifs de qualité définis dans le troisième SDAGE  du Bassin Adour-Garonne qui couvre la période 2022-2027, approuvé le 10 mars 2022.

### Climat
Le climat est océanique dégradé. C'est celui de la Charente limousine, avec des températures plus basses et des précipitations plus nombreuses que dans le reste du département.

### Végétation
La commune est assez boisée, à environ 50 %. Les prés sont principalement occupés par de l'élevage de la vache limousine.

## Urbanisme

### Typologie
Au 1er janvier 2024, Roussines est catégorisée commune rurale à habitat très dispersé, selon la nouvelle grille communale de densité à 7 niveaux définie par l'Insee en 2022.
Elle est située hors unité urbaine et hors attraction des villes,.

### Occupation des sols
L'occupation des sols de la commune, telle qu'elle ressort de la base de données européenne d’occupation biophysique des sols Corine Land Cover (CLC), est marquée par l'importance des territoires agricoles (54,2 % en 2018), en diminution par rapport à 1990 (57,2 %). La répartition détaillée en 2018 est la suivante : 
forêts (43,4 %), prairies (29,2 %), zones agricoles hétérogènes (25 %), zones urbanisées (1,7 %), milieux à végétation arbustive et/ou herbacée (0,7 %). L'évolution de l’occupation des sols de la commune et de ses infrastructures peut être observée sur les différentes représentations cartographiques du territoire : la carte de Cassini (XVIIIe siècle), la carte d'état-major (1820-1866) et les cartes ou photos aériennes de l'IGN pour la période actuelle (1950 à aujourd'hui).

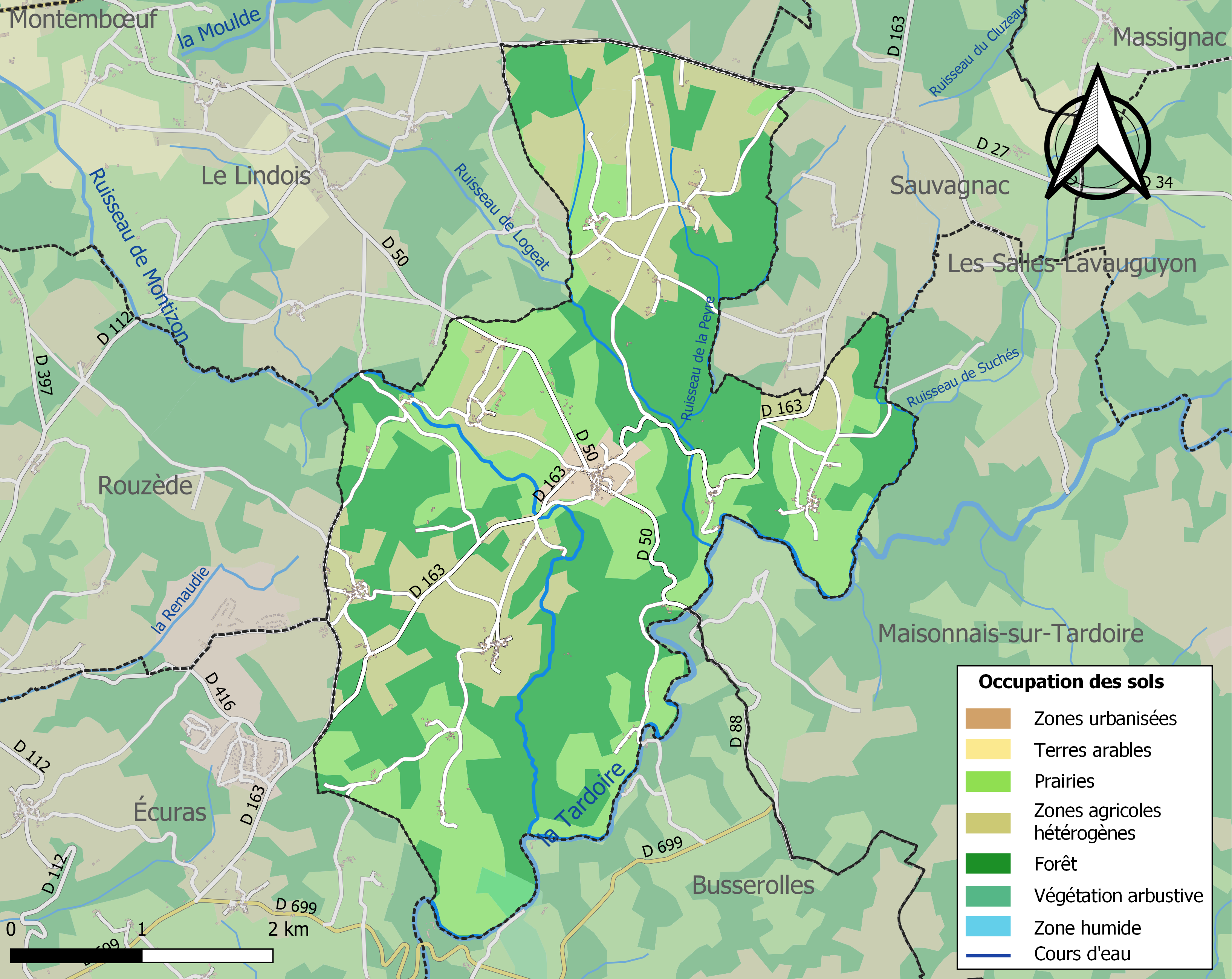
Carte des infrastructures et de l'occupation des sols de la commune en 2018 (CLC).

### Risques majeurs
Le territoire de la commune de Roussines est vulnérable à différents aléas naturels : météorologiques (tempête, orage, neige, grand froid, canicule ou sécheresse) et séisme (sismicité faible). Il est également exposé à un risque particulier : le risque de radon. Un site publié par le BRGM permet d'évaluer simplement et rapidement les risques d'un bien localisé soit par son adresse soit par le numéro de sa parcelle.

#### Risques naturels

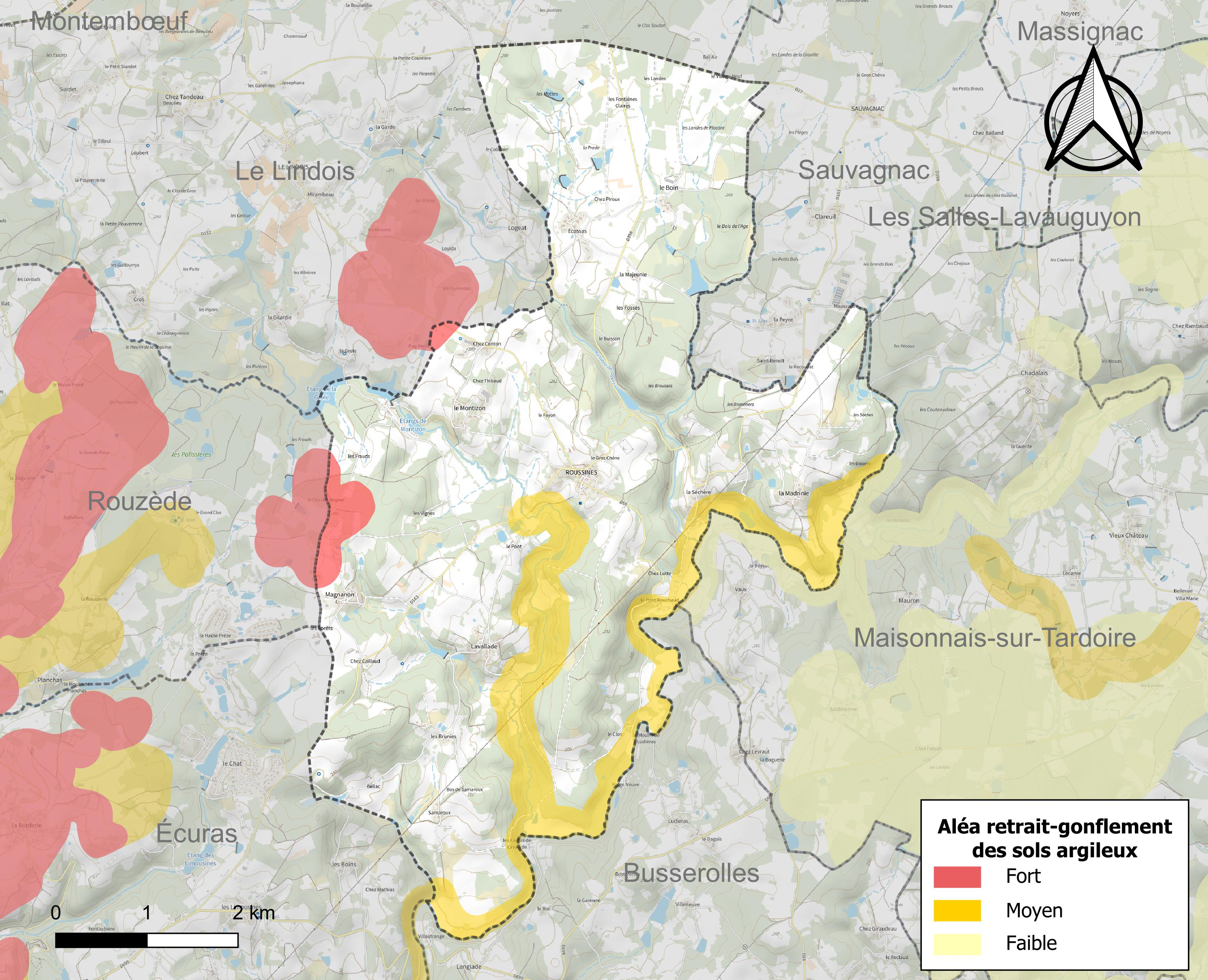
Carte des zones d'aléa retrait-gonflement des sols argileux de Roussines.

Le retrait-gonflement des sols argileux est susceptible d'engendrer des dommages importants aux bâtiments en cas d’alternance de périodes de sécheresse et de pluie. 14,7 % de la superficie communale est en aléa moyen ou fort (67,4 % au niveau départemental et 48,5 % au niveau national). Sur les 291 bâtiments dénombrés sur la commune en 2019, 12 sont en aléa moyen ou fort, soit 4 %, à comparer aux 81 % au niveau départemental et 54 % au niveau national. Une cartographie de l'exposition du territoire national au retrait gonflement des sols argileux est disponible sur le site du BRGM,.
Par ailleurs, afin de mieux appréhender le risque d’affaissement de terrain, l'inventaire national des cavités souterraines permet de localiser celles situées sur la commune.
La commune a été reconnue en état de catastrophe naturelle au titre des dommages causés par les inondations et coulées de boue survenues en 1982, 1983 et 1999. Concernant les mouvements de terrains, la commune a été reconnue en état de catastrophe naturelle au titre des dommages causés par des mouvements de terrain en 1999.

#### Risque particulier
Dans plusieurs parties du territoire national, le radon, accumulé dans certains logements ou autres locaux, peut constituer une source significative d’exposition de la population aux rayonnements ionisants. Certaines communes du département sont concernées par le risque radon à un niveau plus ou moins élevé. Selon la classification de 2018, la commune de Roussines est classée en zone 3, à savoir zone à potentiel radon significatif.

## Toponymie
Les formes anciennes sont Runciniis, Rossinis en 1280, Rossines en 1444.
L'origine du nom de Roussines remonterait à un nom de personne gallo-romain Ruscinius, ou Russinus dérivé de Russus, ce qui correspondrait à Russina villa, « domaine de Russinus »,.

### Dialecte
La commune est dans la partie occitane de la Charente qui en occupe le tiers oriental, et le dialecte est limousin. Elle se nomme Rossinas en occitan.

## Histoire
Au nord de la commune, entre Écossas et la Courrière, au lieu-dit les Mottes, une enceinte circulaire (diamètre de 55 mètres) a été signalée au XIXe siècle. Il peut s'agir d'un ancien camp dont la datation reste à trouver, protohistorique ou médiéval. Une entrée de cave ou de souterrain aurait été dégagée sur une longueur de trois mètres.
Au cours du Moyen Âge, Roussines se trouvait, comme Montbron, sur un itinéraire secondaire est-ouest fréquenté par les pèlerins qui allaient au sanctuaire de Saint-Jacques-de-Compostelle et aux reliques de saint Eutrope à Saintes. L'église de Roussines est l'une des sept églises charentaises à vénérer Jacques le Majeur,.
Les plus anciens registres paroissiaux remontent à 1634.
Sous l'Ancien Régime, d'importantes forges se trouvaient au Montizon.
Le château d'Écossas appartenait à la famille Dauphin.
Au début du XXe siècle, la principale industrie de la commune était la fabrication de cercles pour barriques à partir des châtaigniers. L'élevage consistait principalement en porcs et veaux.

## Administration

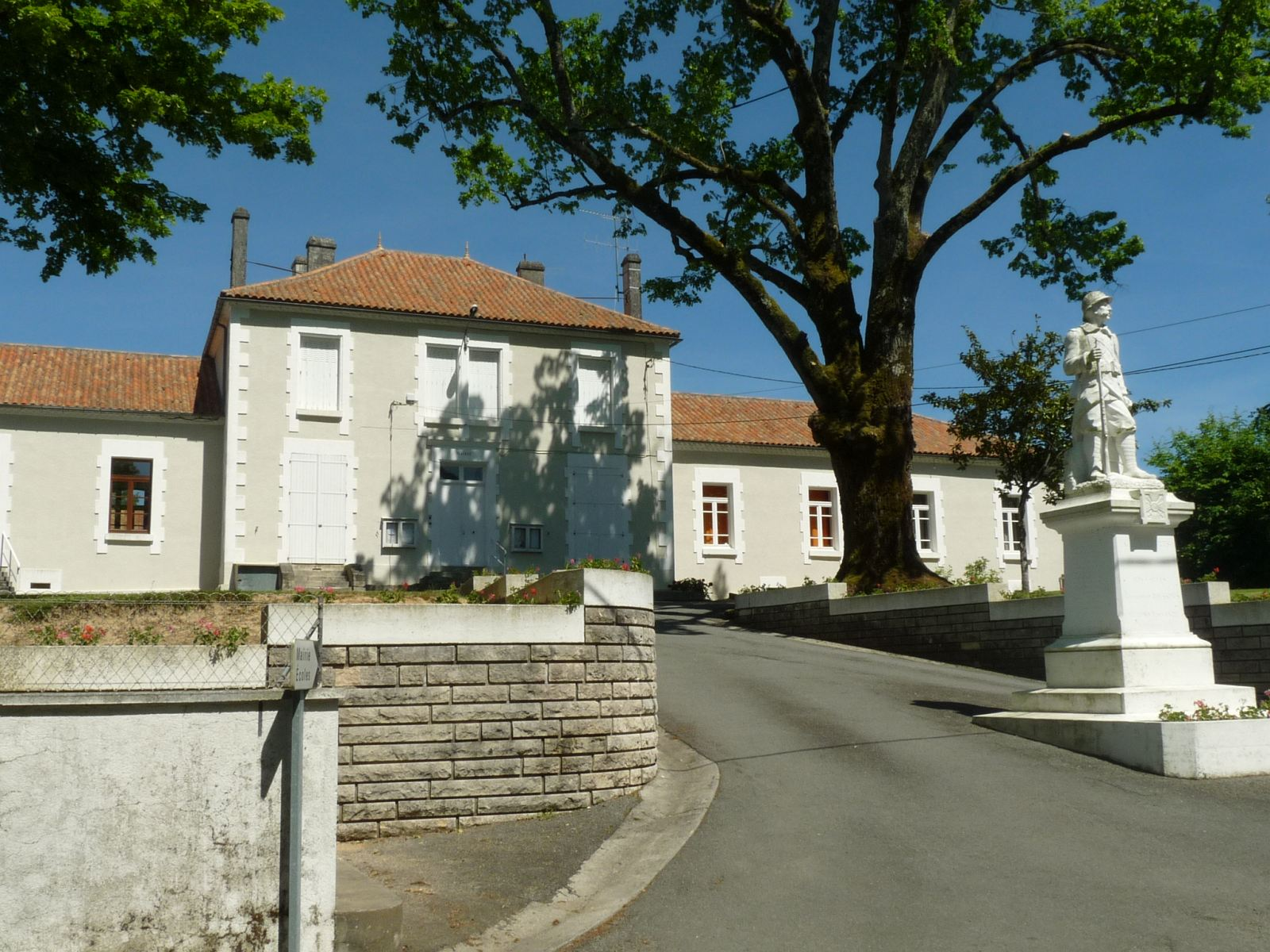
La mairie et le monument aux morts.

| Période                                  | Période      | Identité          | Étiquette | Qualité                                                 |
| ---------------------------------------- | ------------ | ----------------- | --------- | ------------------------------------------------------- |
| Les données manquantes sont à compléter. |              |                   |           |                                                         |
|                                          |              |                   |           |                                                         |
| maire en 1945                            |              | M. Mousnier       | PCF       | Menuisier, membre du Comité départemental de Libération |
|                                          |              |                   |           |                                                         |
| 1989                                     | avril 2014   | Roland Boiraud    | SE        | Retraité de l'agriculture                               |
| avril 2014                               | juillet 2020 | Danielle Chagnaud | SE        |                                                         |
| juillet 2020                             | En cours     | Raymond Martin    | EELV      | Technicien de maintenance                               |

## Démographie

### Évolution démographique
L'évolution du nombre d'habitants est connue à travers les recensements de la population effectués dans la commune depuis 1793. Pour les communes de moins de 10 000 habitants, une enquête de recensement portant sur toute la population est réalisée tous les cinq ans, les populations de référence des années intermédiaires étant quant à elles estimées par interpolation ou extrapolation. Pour la commune, le premier recensement exhaustif entrant dans le cadre du nouveau dispositif a été réalisé en 2007.

En 2022, la commune comptait 298 habitants, en évolution de +8,36 % par rapport à 2016 (Charente : −0,48 %, France hors Mayotte : +2,11 %).
| 1793  | 1800 | 1806 | 1821 | 1831  | 1841  | 1846  | 1851  | 1856  |
| ----- | ---- | ---- | ---- | ----- | ----- | ----- | ----- | ----- |
| 1 050 | 969  | 911  | 953  | 1 164 | 1 201 | 1 126 | 1 160 | 1 233 |

| 1861  | 1866  | 1872  | 1876  | 1881  | 1886  | 1891  | 1896  | 1901  |
| ----- | ----- | ----- | ----- | ----- | ----- | ----- | ----- | ----- |
| 1 069 | 1 102 | 1 103 | 1 127 | 1 167 | 1 138 | 1 139 | 1 126 | 1 065 |

| 1906  | 1911  | 1921 | 1926 | 1931 | 1936 | 1946 | 1954 | 1962 |
| ----- | ----- | ---- | ---- | ---- | ---- | ---- | ---- | ---- |
| 1 054 | 1 036 | 939  | 898  | 772  | 708  | 712  | 624  | 577  |

| 1968 | 1975 | 1982 | 1990 | 1999 | 2006 | 2007 | 2012 | 2017 |
| ---- | ---- | ---- | ---- | ---- | ---- | ---- | ---- | ---- |
| 504  | 442  | 396  | 374  | 301  | 310  | 311  | 264  | 283  |

| 2022 | - | - | - | - | - | - | - | - |
| ---- | - | - | - | - | - | - | - | - |
| 298  | - | - | - | - | - | - | - | - |

### Pyramide des âges
La population de la commune est relativement âgée.
En 2018, le taux de personnes d'un âge inférieur à 30 ans s'élève à 21,5 %, soit en dessous de la moyenne départementale (30,2 %). À l'inverse, le taux de personnes d'âge supérieur à 60 ans est de 44,8 % la même année, alors qu'il est de 32,3 % au niveau départemental.
En 2018, la commune comptait 138 hommes pour 149 femmes, soit un taux de 51,92 % de femmes, légèrement supérieur au taux départemental (51,59 %).
Les pyramides des âges de la commune et du département s'établissent comme suit.
| Hommes | Classe d’âge | Femmes |
| ------ | ------------ | ------ |
| 0,0    | 90 ou +      | 0,0    |
| 12,3   | 75-89 ans    | 16,0   |
| 33,9   | 60-74 ans    | 27,5   |
| 22,0   | 45-59 ans    | 25,0   |
| 8,4    | 30-44 ans    | 11,9   |
| 7,3    | 15-29 ans    | 9,6    |
| 16,1   | 0-14 ans     | 10,1   |

| Hommes | Classe d’âge | Femmes |
| ------ | ------------ | ------ |
| 1      | 90 ou +      | 2,7    |
| 9,2    | 75-89 ans    | 12     |
| 20,6   | 60-74 ans    | 21,3   |
| 20,7   | 45-59 ans    | 20,3   |
| 16,8   | 30-44 ans    | 16     |
| 15,6   | 15-29 ans    | 13,4   |
| 16,1   | 0-14 ans     | 14,3   |

### Commerces

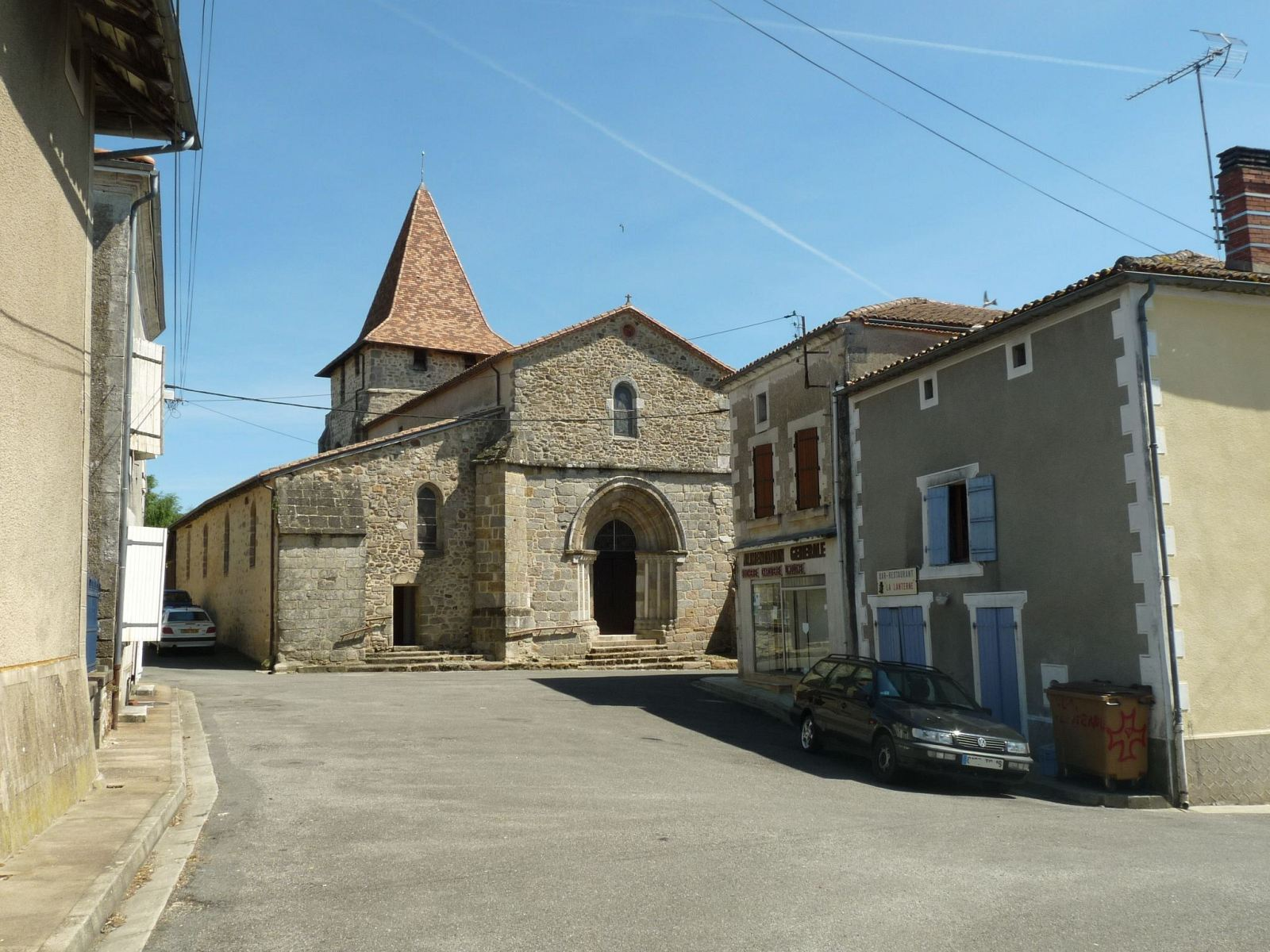
Place de l'Église.

## Équipements, services et vie locale

### Enseignement

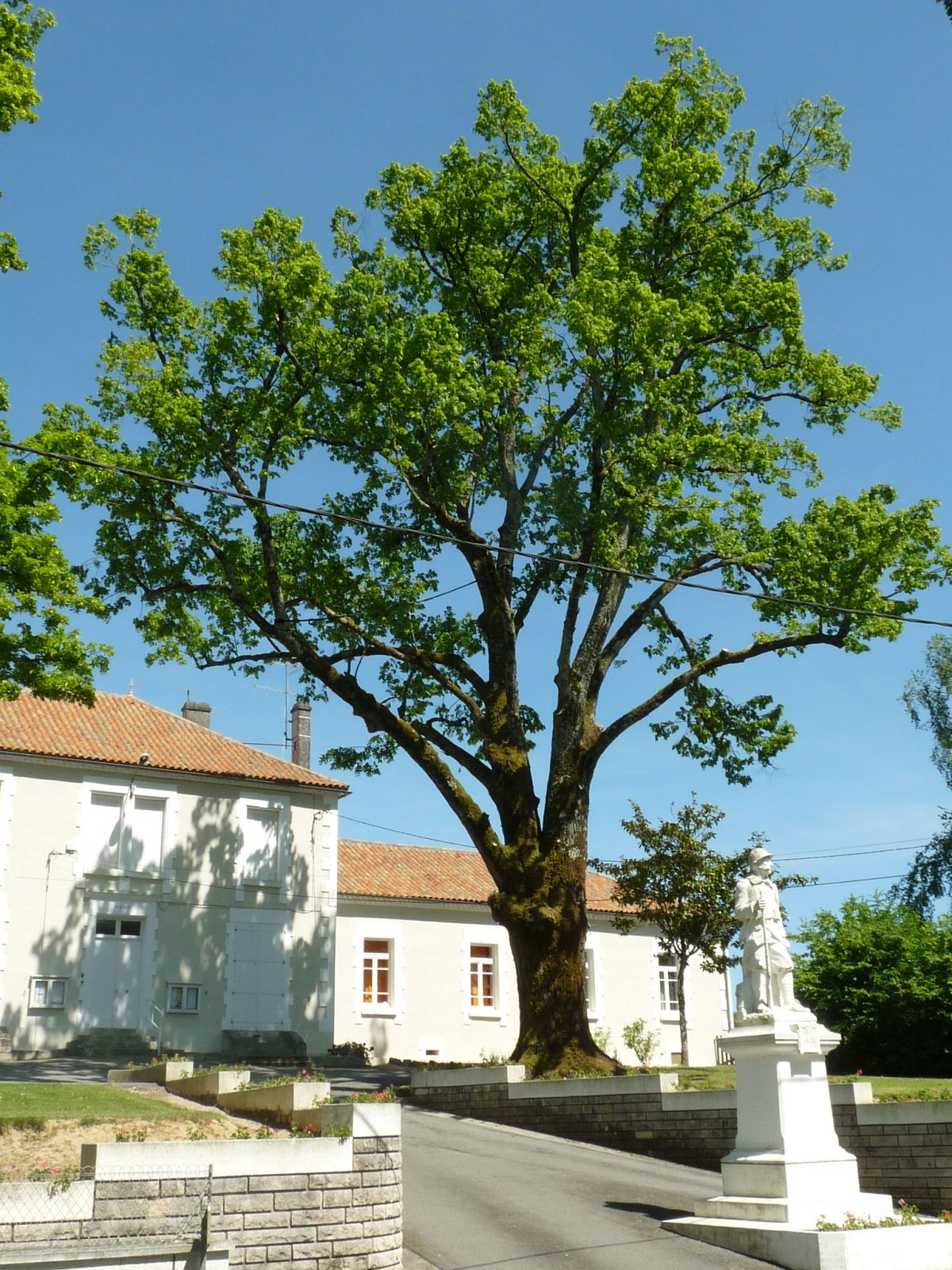
La mairie-école et son immense tilleul.

Depuis la rentrée scolaire 2012 il n'y a plus de classe de maternelle à Roussines et la commune appartient désormais au RPI qui, outre Roussines, concerne Le Lindois, Mazerolles, Montembœuf, Saint-Adjutory et Vitrac-Saint-Vincent. Le secteur du collège est Montembœuf.

## Culture locale et patrimoine

### Lieux et monuments
- La forge de Pont Rouchaud date de 1792[40].
- L'église paroissiale Saint-Jacques date des XIe et XIIe siècles.

Église Saint-Jacques
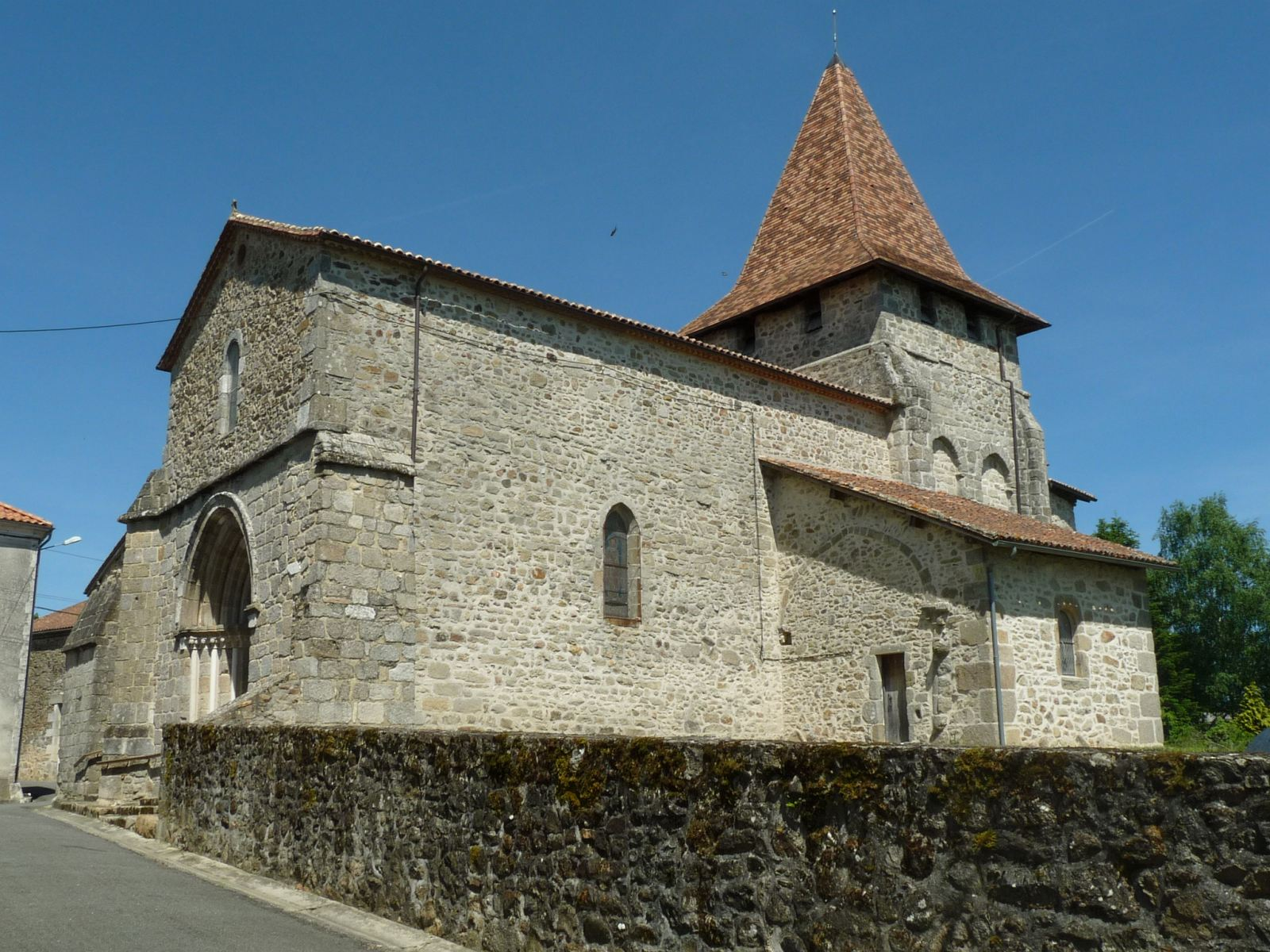
Vue générale.
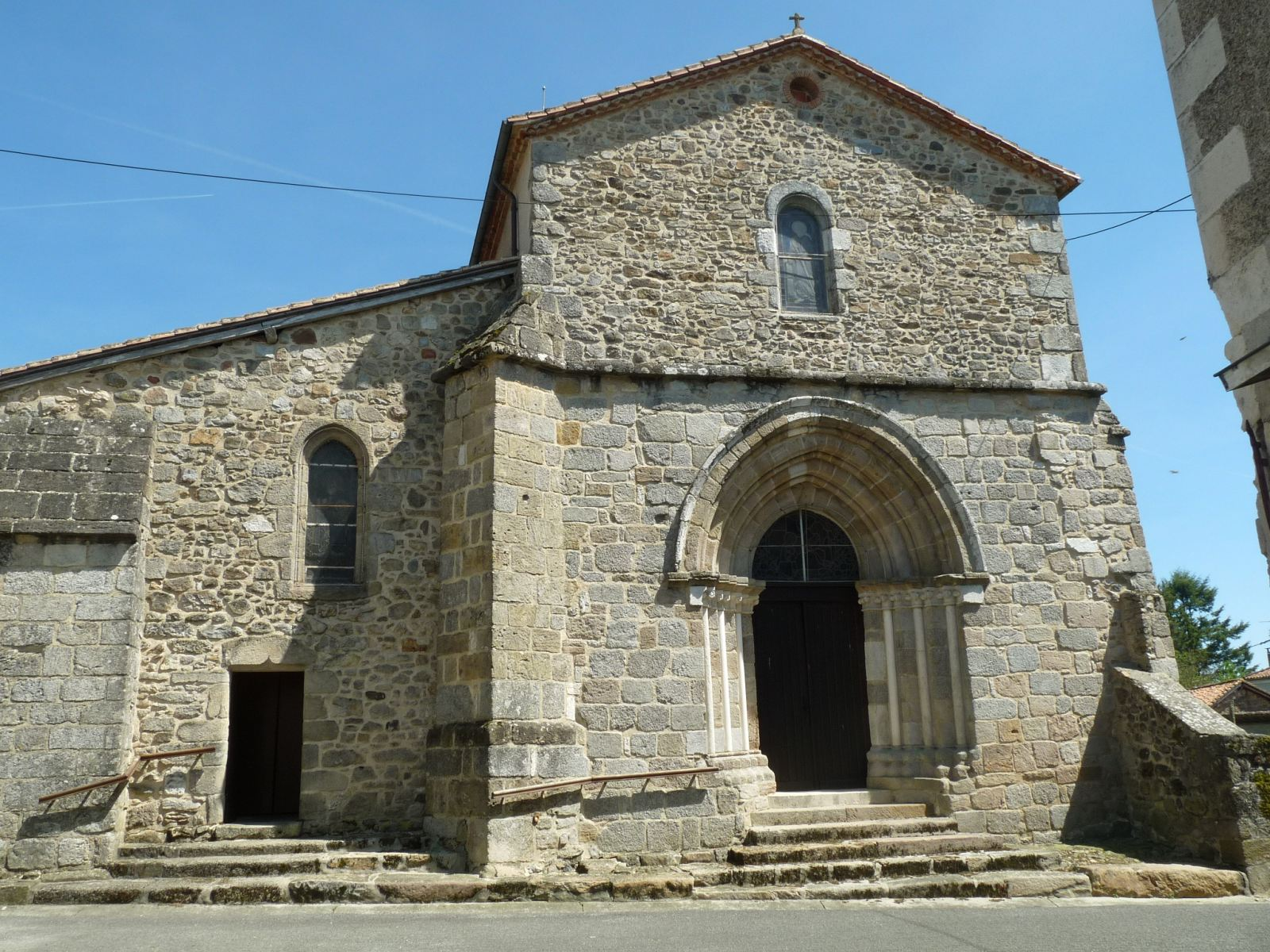
La façade.
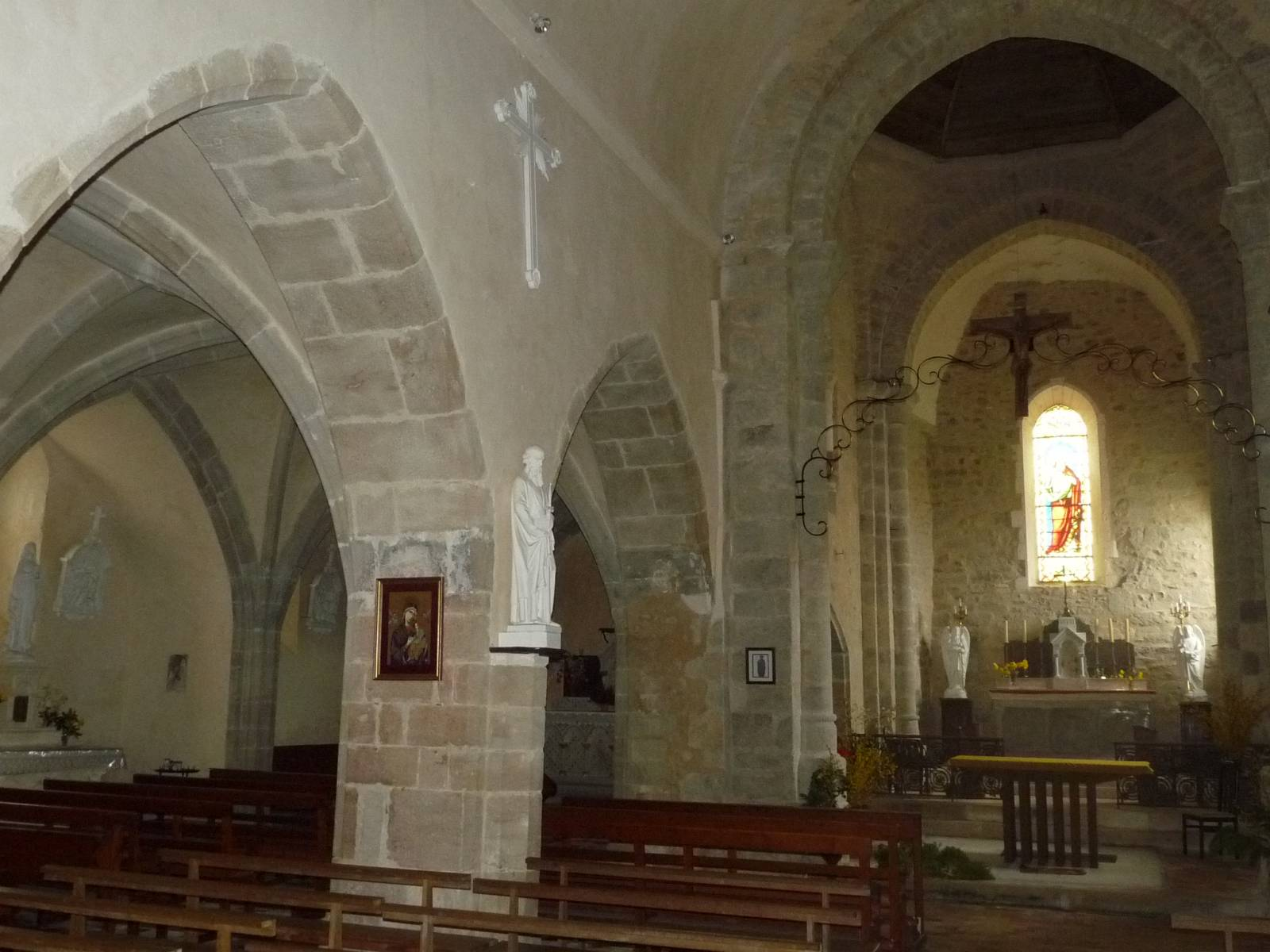
L'intérieur avec sa nef latérale.
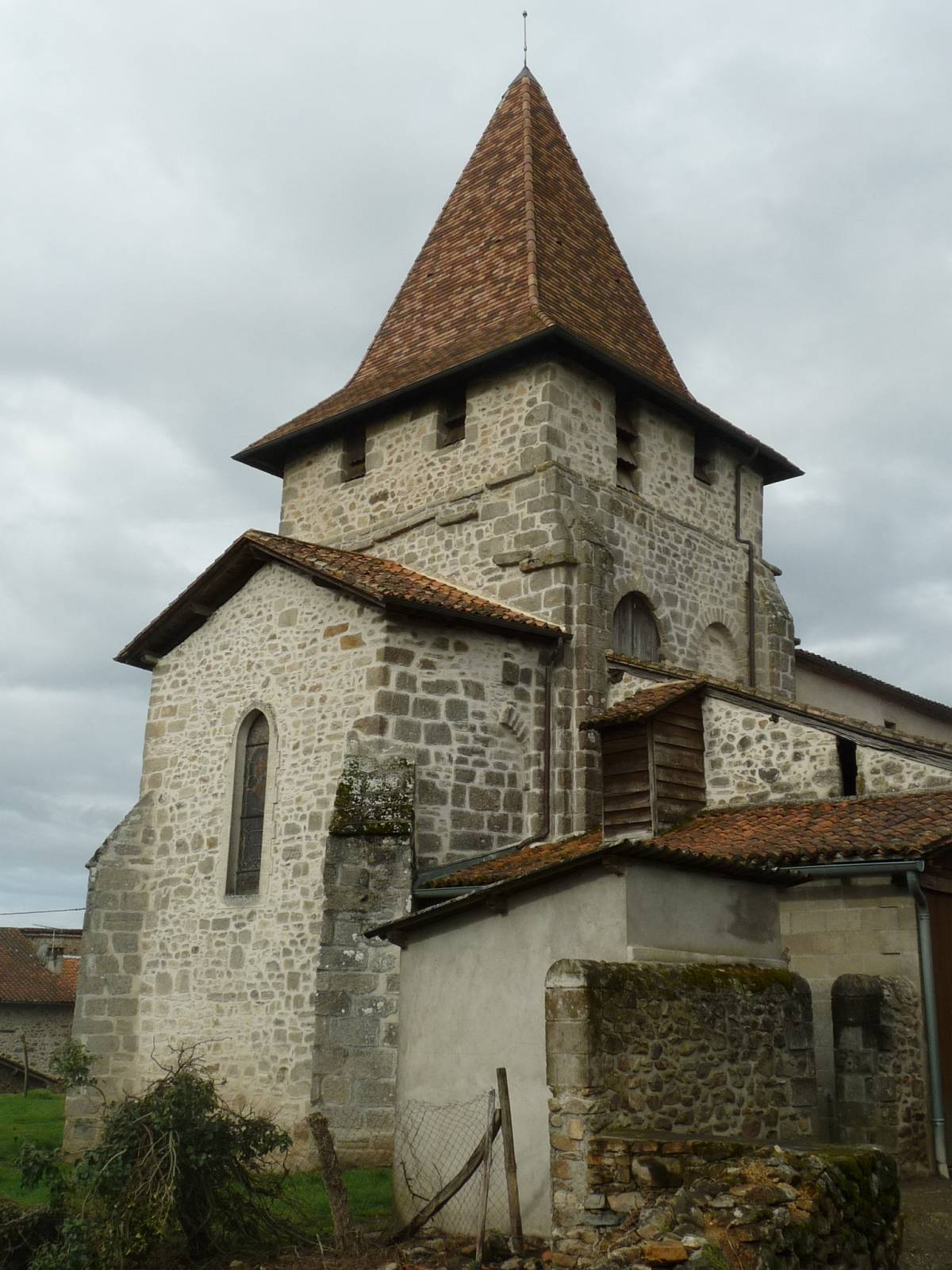
Le clocher.

- Château de Bellat (ruiné).

### Personnalités liées à la commune
- Jean Faure, jurisconsulte à Angoulême. Né à la Vallade vers 1300, avocat talentueux et érudit du XIVe siècle, il est mort en 1340 et enterré au couvent des Jacobins, à Angoulême, à l'emplacement de l'actuel palais de justice[31].
- Alexis Gellibert des Seguins, député de la Charente de 1827 à 1834 et maire d'Angoulême de 1835 à 1837, est mort à Roussines en 1859.

### Héraldique
| Blason de Roussines | Blason  | Parti : au 1er de sinople au taureau furieux contourné au naturel, au 2e d'or à l'arbre arraché de sinople, au canon de pourpre brochant en pointe sur la partition, le tout sommé d'un chef de pourpre chargé d'une rose d'or boutonnée et feuillée de sinople accostée de deux gerbes de blé d'or. |
| Blason de Roussines | Détails | Le statut officiel du blason reste à déterminer. |